# Abel Caballero
Pour les articles homonymes, voir Caballero.
Abel Ramón Caballero Álvarez, né le 2 septembre 1946 à Ponteareas, est un homme politique espagnol, membre du Parti socialiste ouvrier espagnol (PSOE).
En 1985, il devient ministre des Transports de Felipe González, pour une durée de trois ans. Il se présente, sans succès, aux élections régionales de 1997 en Galice, puis se place en retrait de la vie politique. Nommé président de l'autorité portuaire de Vigo en 2005, il parvient deux ans plus tard à prendre la mairie de la ville.

## Biographie

### Formation
Titulaire d'une maîtrise de sciences économiques, obtenue à l'université de l'Essex, et de deux doctorats dans ce domaine, passés à l'université de Cambridge et à l'université de Saint-Jacques-de-Compostelle, il était initialement pilote de la marine marchande. Il a ensuite enseigné la théorie économique, en tant que professeur agrégé, puis comme professeur des universités, à l'université de Saint-Jacques-de-Compostelle.

### Député
En 1976, il adhère au Parti des socialistes de Galice-PSOE (PSdeG-PSOE), et devient six ans plus tard député de la province de La Corogne au Congrès des députés. Il est alors désigné coordinateur du groupe parlementaire socialiste pour l'économie, les finances et le commerce, et membre de la commission de l'Économie, des Finances et du Commerce, et de la commission des Budgets.

### Ministre des Transports
À l'occasion du remaniement ministériel du 4 juillet 1985, Abel Caballero est nommé, à 38 ans, ministre des Transports, du Tourisme et des Communications. Réélu député, mais dans la province de Pontevedra, l'année suivante, il est reconduit dans ses fonctions.
Son mandat est marqué par la réforme du secteur des transports terrestres et du secteur des télécommunications, partiellement libéralisé. La loi de régulation des télécommunications (LOT) est cependant critiquée par l'ensemble de l'opposition, qui y voit un texte interventionniste et contraire aux compétences décentralisées.
Il quitte le gouvernement lors du remaniement du 13 juillet 1988, au profit de José Barrionuevo. Moins de deux semaines plus tard, il est choisi par le comité fédéral du PSOE comme nouveau secrétaire aux Relations institutionnelles de la commission exécutive, en remplacement de José Luis Corcuera. Lors des élections de 1989, il est réélu au Congrès des députés, avant d'être reconduit à la direction du parti, en 1990.
À l'occasion du congrès de 1994, il est réélu à la commission exécutive, mais perd ses fonctions au profit de Txiki Benegas, issu du même courant que lui. Environ deux mois plus tard, il devient président du Parti des socialistes de Galice-PSOE, sur décision du nouveau secrétaire général Paco Vázquez, qui le préfère à l'ancien président de la Junte Fernando González Laxe.

### L'échec de 1997 et le retrait
En 1997, il est confirmé à la direction socialiste et conduit une coalition entre le PSdeG-PSOE, la Gauche de Galice et Les Verts aux élections régionales du 19 octobre. Il y subit une importante déroute en terminant troisième, derrière le Bloc nationaliste galicien (BNG), avec 19,7 % des voix et 15 députés, soit quatre points et sièges de moins que les seuls socialistes quatre ans plus tôt. Il assume alors l'échec de sa candidature, et propose de renoncer à la présidence de la fédération du PSOE en Galice. Il reçoit toutefois le soutien du comité directeur une semaine après le scrutin.
À quelques jours de l'ouverture de la législature, prévue le 18 novembre, la commission exécutive du PSdeG-PSOE choisit de le désigner président du groupe socialiste, un poste honorifique, la fonction de porte-parole revenant à son ancien directeur de cabinet au ministère des Transports, Emilio Pérez Touriño. Ce dernier devient secrétaire général du PSdeG-PSOE le 11 octobre 1998 et supprime la présidence – honorifique – de la fédération.
Il perd son poste à la commission exécutive fédérale lors du congrès socialiste de 2000, puis ne se représente pas aux élections régionales du 21 octobre 2001.

### Maire de Vigo
Nommé président de l'autorité portuaire de Vigo le 19 septembre 2005 par la Junte de Galice, alors présidée par Touriño, il est investi l'année suivante candidat à la mairie de la ville par la section socialiste pour les municipales du 27 mai 2007. Bien qu'il arrive derrière la conservatrice sortante Corina Porro avec 29,4 % des voix et 9 sièges sur 27, le bon score du BNG, qui remporte 5 élus, lui permet d'être investi maire de Vigo le 16 juin suivant. Candidat à sa propre succession le 22 mai 2011, il fait partie des rares maires du PSOE à conserver son mandat, parvenant même à progresser de cinq points et deux élus, au détriment des nationalistes. Il est réélu le 11 juin avec le soutien des trois élus du BNG, qui décident cependant de passer dans l'opposition.
À l'occasion de l'élection du 24 mai 2015, la liste qu'il conduit remporte 73 074 voix, soit un total de 51,8 % des voix et 17 élus sur 27. Il s'agit de la première majorité absolue depuis vingt ans. Le 19 septembre, il est élu président de la Fédération espagnole des villes et des provinces (FEMP) par 15 154 voix contre 10 291 pour le sortant Íñigo de la Serna, grâce à un accord avec les élus du groupe Convergence et Union (CiU) et ceux de la Gauche unie (IU) et avec l'appui de la maire de Madrid Manuela Carmena.
Lors des élections du 26 mai 2019, il est réélu en réunissant 67,64 % des voix et 20 conseillers municipaux sur 27. Il établit ainsi le record historique du nombre d'élus à Vigo, remporte le plus grand nombre de conseillers municipaux dans toute la Galice, devient le premier maire de la ville à conserver sa majorité absolue et réalise le meilleur résultat depuis 1979 dans les communes espagnoles de 200 000 habitants et plus. Ce score revêt une importante dimension personnelle, puisqu'il est supérieur de 23 points à celui qu'enregistre le PSOE à Vigo aux élections européennes organisées le même jour.
Lors des élections du 28 mai 2023, la liste du PSOE obtient 61 % des voix et 19 sièges au conseil municipal. Le 17 juin suivant, Abel Caballero est réélu maire pour un cinquième mandat